# Хайдушки копнения
„Хайдушки копнения“ с подзаглавие Спомени за Македония 1902 – 1903 е книга на българския писател и революционер Пейо Яворов, в която са събрани спомените му от революционната му дейност в Македония.

## История
Яворов за пръв път влиза в Македония като четник на войводата от Вътрешната македоно-одринска революционна организация Михаил Чаков през 1902 година. След три похода в Македония, в България Яворов започва да работи върху своите спомени от Македония. Започва да пише първия спомен - с окончателно заглавие „Към границата“ - на 10 декември 1904 г. Отделните спомени са печатани в списание „Мисъл“ и в „Демократически преглед“. Книгата „Хайдушки копнения“ излиза от печат преди 25 декември 1908 г., но на корицата е изписано 1909 г. Единствено непубликувана преди в нея е само последната глава „Невесел край“.